# Erebia subtusprivata
Erebia subtusprivata är en fjärilsart som beskrevs av Müller 1928. Erebia subtusprivata ingår i släktet Erebia och familjen praktfjärilar. Inga underarter finns listade i Catalogue of Life.